# Брейдіс-Бенд Тауншип (округ Армстронг, Пенсільванія)
Брейдіс-Бенд Тауншип (англ. Bradys Bend Township) — селище (англ. township) в США, в окрузі Армстронг штату Пенсільванія. Населення — 784 особи (2020).

## Демографія
Згідно з переписом 2010 року, у селищі мешкали 773 особи в 323 домогосподарствах у складі 231 родини. Було 517 помешкань
Расовий склад населення:
| - 99,5 % — білих - 0,1 % — азіатів |

До двох чи більше рас належало 0,3 %. Частка іспаномовних становила 0,3 % від усіх жителів.
За віковим діапазоном населення розподілялося таким чином: 19,8 % — особи молодші 18 років, 63,1 % — особи у віці 18—64 років, 17,1 % — особи у віці 65 років та старші. Медіана віку мешканця становила 43,6 року. На 100 осіб жіночої статі у селищі припадало 114,1 чоловіків;  на 100 жінок у віці від 18 років та старших — 106,0 чоловіків також старших 18 років.
Середній дохід на одне домашнє господарство  становив 65 065 доларів США (медіана — 47 938), а середній дохід на одну сім'ю — 63 807 доларів (медіана — 49 667). Медіана доходів становила 44 643 долари для чоловіків та 28 750 доларів для жінок. За межею бідності перебувало 16,4 % осіб, у тому числі 24,5 % дітей у віці до 18 років та 14,5 % осіб у віці 65 років та старших.
Цивільне працевлаштоване населення становило 404 особи. Основні галузі зайнятості: освіта, охорона здоров'я та соціальна допомога — 25,2 %, науковці, спеціалісти, менеджери — 15,8 %, роздрібна торгівля — 11,4 %, виробництво — 9,2 %.